# Dyskografia Beyoncé
Amerykańska wokalistka Beyoncé Knowles rozpoczęła karierę muzyczną pod koniec lat 90. XX wieku jako członkini jednej z najlepiej sprzedających się amerykańskich grup muzycznych, Destiny’s Child, której wydawnictwa znalazły ponad 60 milionów nabywców na całym świecie. W 2003 roku Knowles zaczęła występować jako solowa artystka, a obecnie jej dyskografia obejmuje w sumie cztery albumy studyjne, cztery albumy wideo, jeden album z remiksami oraz szęśćdziesiąt trzy single. Trzy pierwsze płyty solowe wokalistki zdobyły nagrodę Grammy w kategorii Best Contemporary R&B Album, podczas gdy wszystkie cztery zadebiutowały na szczycie amerykańskiej listy Billboard 200; ponadto, 9 utworów Beyoncé dotarło do 1. miejsca notowania Billboard Hot 100. Wydawnictwa solowe Knowles rozeszły się ogółem w ponad 75 milionach egzemplarzy, co czyni ją jednym z najlepiej sprzedających się artystów w historii. W maju 2010 roku łączna sprzedaż wszystkich albumów wokalistki w Stanach Zjednoczonych przekraczała 11,2 milionów, zaś w styczniu 2012 roku liczba nabytych na drodze cyfrowej singli z jej repertuaru w tym państwie wynosiła ponad 30 milionów kopii. Pod koniec 2009 roku magazyn Billboard uznał Knowles za najpopularniejszą artystkę radiową dekady 2000–2009, zaś w lutym 2010 roku Recording Industry Association of America (RIAA) wyróżniła ją jako najczęściej certyfikowanego artystę tej samej dekady, z 64.
W czerwcu 2003 roku, podczas przerwy w działalności zespołu Destiny’s Child, Knowles wydała swój pierwszy album solowy, Dangerously in Love, który zadebiutował na szczycie notowania Billboard 200. Z płyty pochodziły single: „Crazy in Love”, „Baby Boy”, „Me, Myself and I” oraz „Naughty Girl”. Za sprawą „Crazy in Love” i Dangerously in Love, Beyoncé stała się pierwszą kobietą i jednocześnie piątym artystą w historii, którego album i piosenka jednocześnie zajmowały pierwsze miejsca list w Stanach Zjednoczonych oraz Wielkiej Brytanii. W 2003 roku „Crazy in Love” spędził na szczycie Billboard Hot 100 osiem tygodni, podczas gdy „Baby Boy” pozostawał na 1. miejscu tego samego zestawienia przez kolejnych dziewięć tygodni. Dangerously in Love jest najlepiej sprzedającym się albumem Knowles w Stanach Zjednoczonych, z niespełna 5 milionami nabytych egzemplarzy; na całym świecie płyta rozeszła się natomiast w ponad 11 milionach kopii. Po rozpadzie Destiny’s Child w roku 2005, Beyoncé kontynuowała karierę solową wydając singel „Check on It”, nagrany z gościnnym udziałem Slim Thuga na potrzeby ścieżki dźwiękowej filmu Różowa Pantera; utwór uplasował się na szczycie notowania Billboard Hot 100 przez pięć tygodni. Piosenka została uwzględniona na drugiej płycie solowej wokalistki, B’Day (2006), która była w dużym stopniu inspirowana rolą Knowles w obrazie Dreamgirls. B’Day promowany był przez sześć singli, a w tym międzynarodowe hity: „Déjà Vu”, „Irreplaceable” i „Beautiful Liar”. „Irreplaceable” pozostawał na 1. pozycji Billboard Hot 100 przez dziesięć tygodni na przełomie roku 2006 i 2007, stając się tym samym najdłużej utrzymującym się na szczycie tej listy utworem w dorobku Knowles. W lutym 2008 roku łączna sprzedaż międzynarodowa B’Day wynosiła ponad 7 milionów egzemplarzy.
W listopadzie 2008 roku ukazał się trzeci, dwudyskowy album studyjny Beyoncé, I Am... Sasha Fierce, który jako trzecia z rzędu płyta wokalistki zadebiutował na szczycie Billboard 200. Wśród pochodzących z niego singli były: „If I Were a Boy”, „Single Ladies (Put a Ring on It)”, „Halo” i „Sweet Dreams”. Za sprawą debiutu „Video Phone” w zestawieniu Billboard Hot R&B/Hip-Hop Songs, I Am... Sasha Fierce stał się pierwszym wydawnictwem XXI wieku, z którego aż siedem piosenek było notowanych na tej liście. „Single Ladies (Put a Ring on It)”, który spędził na 1. miejscu Billboard Hot 100 cztery tygodnie, pozostaje najlepiej sprzedającym się singlem Knowles z I Am... Sasha Fierce, jako że w marcu 2012 roku łączna sprzedaż cyfrowa utworu w samych Stanach Zjednoczonych wynosiła niespełna pięć milionów kopii, zaś na świecie przekroczyła siedem milionów. Album I Am... Sasha Fierce miał największą sprzedaż piosenek w wersji cyfrowej – łącznie ponad 12 milionów nabywców w 2010, zaś sama płyta rozeszła się w ponad ośmiu milionach egzemplarzy na świecie. Czwarty album Beyoncé, 4, miał premierę 28 czerwca 2011 roku i promowany był przez pięć singli: „Run the World (Girls)”, „Best Thing I Never Had”, „Countdown”, „Love on Top” oraz „End of Time”. 4 był pierwszym wydawnictwem Knowles, który spędził na szczycie Billboard 200 więcej niż tydzień, pozostając na tym miejscu przez dwa kolejne tygodnie.
Piąty album wokalistki, Beyoncé, miał premierę w iTunes w grudniu 2013 roku. Nie tylko zadebiutował na szczycie listy Billboard 200, ale stał się najszybciej sprzedającą płytą w historii iTunes Store.

## Albumy

### Albumy studyjne
| Rok                                                     | Dane dot. albumu | Najwyższe pozycje na listach | Najwyższe pozycje na listach | Najwyższe pozycje na listach | Najwyższe pozycje na listach | Najwyższe pozycje na listach | Najwyższe pozycje na listach | Najwyższe pozycje na listach | Najwyższe pozycje na listach | Najwyższe pozycje na listach | Najwyższe pozycje na listach | Najwyższe pozycje na listach | Sprzedaż                                                         | Certyfikaty |
| Rok                                                     | Dane dot. albumu | POL                          | US                           | US R&B                       | AUS                          | AUT                          | CAN                          | FRA                          | GER                          | NZ                           | SWI                          | UK                           | Sprzedaż                                                         | Certyfikaty |
| ------------------------------------------------------- | --- | ---------------------------- | ---------------------------- | ---------------------------- | ---------------------------- | ---------------------------- | ---------------------------- | ---------------------------- | ---------------------------- | ---------------------------- | ---------------------------- | ---------------------------- | ---------------------------------------------------------------- | --- |
| 2003                                                    | Dangerously in Love - Wydany: 22 czerwca 2003 - Wytwórnia: Columbia - Format: CD, LP, digital download                         | 18                           | 1                            | 1                            | 2                            | 3                            | 1                            | 14                           | 1                            | 8                            | 2                            | 1                            | - Świat: 17.000.000 - US: 4.910.000 - UK: 1.200.000              | - AUS: 3× platyna - AUT: złoto - CAN: platyna - FRA: 2× złoto - GER: platyna - NZ: platyna - SWI: platyna - UK: 3× platyna - US: 4× platyna       |
| 2006                                                    | B’Day - Wydany: 4 września 2006 - Wytwórnia: Columbia, Sony Urban Music - Format: CD, CD/DVD, LP, digital download             | 29                           | 1                            | 1                            | 8                            | 13                           | 3                            | 12                           | 5                            | 8                            | 2                            | 3                            | - Świat: 9.000.000 - UK: 385.078 - US: 3.360.000                 | - AUS: platyna - CAN: platyna - FRA: złoto - GER: złoto - NZ: platyna - SWI: złoto - UK: platyna+złoto - US: 3× platyna                           |
| 2008                                                    | I Am... Sasha Fierce - Wydany: 14 listopada 2008 - Wytwórnia: Columbia, Music World - Format: CD, CD/DVD, LP, digital download | 1                            | 1                            | 1                            | 3                            | 20                           | 6                            | 20                           | 17                           | 3                            | 7                            | 2                            | - Świat: 9.500.000 - POL: 40.000 - UK: 1.500.000 - US: 3.120.000 | - AUS: 3× platyna - AUT: złoto - CAN: 3× platyna - GER: platyna - NZ: 2× platyna - POL: 2× platyna - SWI: złoto - UK: 5× platyna - US: 2× platyna |
| 2011                                                    | 4 - Wydany: 24 czerwca 2011 - Wytwórnia: Columbia, Parkwood - Format: CD, digital download                                     | 2                            | 1                            | 1                            | 2                            | 13                           | 3                            | 1                            | 5                            | 3                            | 1                            | 1                            | - Świat: 4.900.000 - POL: 60.000 - UK: 603.548 - US: 1.500.000   | - AUS: platyna - CAN: złoto - FRA: złoto - NZ: złoto - POL: platyna - UK: 2× platyna - US: platyna                                                |
| 2013                                                    | Beyoncé - Wydany: 13 grudnia 2013 - Wytwórnia: Columbia, Parkwood - Format: CD/DVD, digital download                           | 1                            | 1                            | 1                            | 1                            | 12                           | 1                            | 10                           | 11                           | 2                            | 4                            | 2                            | - Świat: 6.500.000 - POL: 20.000 - UK: 232.000 - US: 1.620.000   | - AUS: platyna - CAN: platyna - NZ: platyna - POL: 3× platyna - SWI: złoto - UK: złoto                                                            |
| 2016                                                    | Lemonade - Wydany: 23 kwietnia 2016 - Wytwórnia: Columbia, Parkwood - Format: CD/DVD, digital download                         | 2                            | 1                            | 1                            | 1                            | 9                            | 1                            | 7                            | 3                            | 1                            | 1                            | 1                            | - Świat: 6.400.000 - UK: 100.000 - US: 1.099.000                 | - UK: złoto - US: platyna - CAN: platyna - POL: platyna                                                                                           |
| 2022                                                    | Renaissance - Wydany: 29 lipca 2022 - Wytwórnia: Columbia, Parkwood - Format: CD, LP, digital download                         | 3                            | 1                            | –                            | 1                            | 2                            | 1                            | 1                            | 2                            | 1                            | 3                            | 1                            | - US: 190.000                                                    | - UK: srebro - POL: platyna |
| 2024                                                    | Cowboy Carter - Wydany: 29 marca 2024 - Wytwórnia: Columbia, Parkwood - Format: CD, LP, digital download                       | –                            | –                            | –                            | –                            | –                            | –                            | –                            | –                            | –                            | –                            | –                            | - POL: 10 000+                                                   | - POL: złoto |
| „–” oznacza, że album nie był notowany na danej liście. | |                              |                              |                              |                              |                              |                              |                              |                              |                              |                              |                              |                                                                  | |

### Minialbumy
| Rok  | Dane dot. albumu                                                                                       | Najwyższe pozycje na listach | Najwyższe pozycje na listach | Sprzedaż     |
| Rok  | Dane dot. albumu                                                                                       | US                           | US R&B                       | Sprzedaż     |
| ---- | --- | ---------------------------- | ---------------------------- | ------------ |
| 2007 | Irreemplazable - Wydany: 28 sierpnia 2007 - Wytwórnia: Columbia - Format: CD, CD/DVD, digital download | 105                          | 41                           | - US: 57.000 |
| 2012 | 4: The Remix - Wydany: 23 kwietnia 2012 - Wytwórnia: Columbia, Parkwood - Format: Digital download     | –                            | 30                           |              |

### Kompilacje
| Rok  | Dane dot. albumu | Najwyższe pozycje na listach | Najwyższe pozycje na listach | Sprzedaż     |
| Rok  | Dane dot. albumu | US                           | US R&B                       | Sprzedaż     |
| ---- | --- | ---------------------------- | ---------------------------- | ------------ |
| 2008 | Dangerously in Love / Live at Wembley - Wydany: 9 grudnia 2008 - Wytwórnia: Columbia - Format: CD/DVD                                 | –                            | –                            |              |
| 2012 | Above and Beyoncé: Video Collection & Dance Mixes - Wydany: 23 kwietnia 2012 - Wytwórnia: Columbia - Format: CD/DVD, digital download | 35                           | 23                           | - US: 14.000 |

### Inne wydania
| Rok  | Dane dot. albumu                                                                                        |
| ---- | --- |
| 2004 | True Star: A Private Performance - Wydany: 2004 - Wytwórnia: Sony Music - Format: CD                    |
| 2005 | Speak My Mind - Wydany: 24 lutego 2005 - Wytwórnia: Sony Music - Format: CD/DVD, digital download       |
| 2008 | Beyoncé Karaoke Hits, Vol. I - Wydany: 11 marca 2008 - Wytwórnia: Columbia - Format: Digital download   |
| 2008 | Live in Vegas Instrumentals - Wydany: 28 września 2010 - Wytwórnia: Columbia - Format: Digital download |
| 2011 | Heat - Wydany: luty 2011 - Wytwórnia: Columbia - Format: CD                                             |

## Single
| Rok  | Tytuł                                                   | Najwyższe pozycje na listach | Najwyższe pozycje na listach | Najwyższe pozycje na listach | Najwyższe pozycje na listach | Najwyższe pozycje na listach | Najwyższe pozycje na listach | Najwyższe pozycje na listach | Najwyższe pozycje na listach | Najwyższe pozycje na listach | Najwyższe pozycje na listach | Najwyższe pozycje na listach | Certyfikaty                                                                                                  | Album                                             |
| Rok  | Tytuł                                                   | POL                          | US                           | US R&B                       | AUS                          | AUT                          | CAN                          | FRA                          | GER                          | NZ                           | SWI                          | UK                           | Certyfikaty                                                                                                  | Album                                             |
| ---- | ------------------------------------------------------- | ---------------------------- | ---------------------------- | ---------------------------- | ---------------------------- | ---------------------------- | ---------------------------- | ---------------------------- | ---------------------------- | ---------------------------- | ---------------------------- | ---------------------------- | --- | ------------------------------------------------- |
| 2002 | „Work It Out”                                           | –                            | –                            | –                            | 21                           | –                            | –                            | 87                           | 75                           | 36                           | 48                           | 7                            | - AUS: złoto                                                                                                 | Austin Powers i Złoty Członek (ścieżka dźwiękowa) |
| 2003 | „Crazy in Love” (featuring Jay-Z)                       | –                            | 1                            | 1                            | 2                            | 8                            | –                            | 21                           | 6                            | 2                            | 3                            | 1                            | - AUS: platyna - NZ: złoto - UK: złoto - US: złoto                                                           | Dangerously in Love                               |
| 2003 | „Fighting Temptation” (z Missy Elliott, MC Lyte & Free) | –                            | –                            | –                            | –                            | –                            | –                            | –                            | 54                           | –                            | 42                           | –                            | | wojna pokus (ścieżka dźwiękowa)                   |
| 2003 | „Baby Boy” (featuring Sean Paul)                        | –                            | 1                            | 1                            | 3                            | 18                           | –                            | 8                            | 4                            | 2                            | 5                            | 2                            | - AUS: platyna - US: złoto                                                                                   | Dangerously in Love                               |
| 2003 | „Me, Myself and I”                                      | –                            | 4                            | 2                            | 11                           | 51                           | –                            | –                            | 35                           | 18                           | 41                           | 11                           | | Dangerously in Love                               |
| 2003 | „Summertime” (featuring P. Diddy)                       | –                            | 35                           | –                            | –                            | –                            | –                            | –                            | –                            | –                            | –                            | –                            | | Wojna pokus (ścieżka dźwiękowa)                   |
| 2004 | „Naughty Girl”                                          | –                            | 3                            | 8                            | 9                            | 29                           | –                            | 18                           | 16                           | 6                            | 18                           | 10                           | - AUS: złoto - US: złoto                                                                                     | Dangerously in Love                               |
| 2004 | „The Closer I Get to You” (z Luther Vandross)           | –                            | –                            | 62                           | –                            | –                            | –                            | –                            | –                            | –                            | –                            | –                            | | Dangerously in Love / Dance with My Father        |
| 2005 | „Check on It” (featuring Slim Thug)                     | –                            | 1                            | 3                            | –                            | 10                           | –                            | 32                           | 11                           | 1                            | 7                            | 3                            | - CAN: złoto - US: złoto                                                                                     | #1's                                              |
| 2006 | „Déjà Vu” (featuring Jay-Z)                             | –                            | 4                            | 1                            | 12                           | 12                           | –                            | 23                           | 9                            | 15                           | 3                            | 1                            | - US: złoto                                                                                                  | B’Day                                             |
| 2006 | „Ring the Alarm”                                        | –                            | 11                           | 3                            | –                            | –                            | –                            | –                            | –                            | –                            | –                            | –                            | - US: złoto                                                                                                  | B’Day                                             |
| 2006 | „Irreplaceable”                                         | –                            | 1                            | 1                            | 1                            | 11                           | 20                           | 10                           | 11                           | 1                            | 9                            | 4                            | - AUS: platyna - CAN: 2× platyna - NZ: platyna - UK: złoto - US: 2× platyna                                  | B’Day                                             |
| 2007 | „Listen”                                                | –                            | 61                           | 23                           | –                            | 32                           | –                            | –                            | 18                           | –                            | 10                           | 8                            | - UK: srebro                                                                                                 | Dreamgirls (ścieżka dźwiękowa)                    |
| 2007 | „Amor Gitano” (z Alejandro Fernández)                   | –                            | –                            | –                            | –                            | –                            | –                            | –                            | –                            | –                            | –                            | –                            | | Viento a Favor                                    |
| 2007 | „Beautiful Liar” (z Shakirą)                            | –                            | 3                            | 70                           | 5                            | 2                            | 2                            | 1                            | 1                            | 1                            | 1                            | 1                            | - AUS: złoto - GER: złoto - NZ: złoto - UK: złoto - US: platyna                                              | B’Day                                             |
| 2007 | „Get Me Bodied”                                         | –                            | 46                           | 10                           | –                            | –                            | –                            | –                            | –                            | –                            | –                            | –                            | | B’Day                                             |
| 2007 | „Green Light”                                           | –                            | –                            | –                            | –                            | –                            | –                            | –                            | –                            | –                            | –                            | 12                           | | B’Day                                             |
| 2007 | „Until the End of Time” (z Justinem Timberlake)         | –                            | 17                           | 3                            | –                            | –                            | –                            | –                            | –                            | 31                           | –                            | –                            | - US: złoto                                                                                                  | FutureSex/LoveSounds                              |
| 2008 | „If I Were a Boy”                                       | 2                            | 3                            | 16                           | 3                            | 3                            | 4                            | 5                            | 3                            | 2                            | 3                            | 1                            | - AUS: 3× platyna - CAN: 2× platyna - GER: złoto - NZ: platyna - SWI: platyna - UK: platyna - US: 2× platyna | I Am... Sasha Fierce                              |
| 2008 | „Single Ladies (Put a Ring on It)”                      | –                            | 1                            | 1                            | 3                            | –                            | 2                            | 68                           | –                            | 2                            | 40                           | 7                            | - AUS: 5× platyna - CAN: 2× platyna - NZ: platyna - UK: platyna - US: 4× platyna                             | I Am... Sasha Fierce                              |
| 2008 | „At Last”                                               | –                            | 67                           | 79                           | –                            | –                            | 79                           | –                            | –                            | –                            | –                            | –                            | | Cadillac Records (ścieżka dźwiękowa)              |
| 2009 | „Diva”                                                  | –                            | 19                           | 3                            | 40                           | –                            | –                            | –                            | –                            | 26                           | –                            | 72                           | - US: złoto                                                                                                  | I Am... Sasha Fierce                              |
| 2009 | „Halo”                                                  | –                            | 5                            | 16                           | 3                            | 6                            | 3                            | 6                            | 5                            | 2                            | 4                            | 4                            | - AUS: 4× platyna - CAN: platyna - CAN: złoto - NZ: platyna - SWI: platyna - UK: platyna - US: 2× platyna    | I Am... Sasha Fierce                              |
| 2009 | „Ego”                                                   | –                            | 39                           | 3                            | –                            | –                            | –                            | –                            | –                            | 11                           | –                            | 60                           | - NZ: złoto                                                                                                  | I Am... Sasha Fierce                              |
| 2009 | „Sweet Dreams”                                          | –                            | 10                           | 48                           | 2                            | 17                           | 17                           | –                            | 8                            | 1                            | 16                           | 5                            | - AUS: platyna - NZ: platyna - UK: złoto - US: platyna                                                       | I Am... Sasha Fierce                              |
| 2009 | „Broken-Hearted Girl”                                   | –                            | –                            | –                            | 14                           | 38                           | –                            | –                            | 14                           | –                            | 62                           | 27                           | | I Am... Sasha Fierce                              |
| 2009 | „Video Phone”                                           | –                            | 65                           | 37                           | 31                           | –                            | –                            | –                            | –                            | 32                           | –                            | 58                           | | I Am... Sasha Fierce                              |
| 2010 | „Why Don’t You Love Me”                                 | –                            | –                            | –                            | 73                           | –                            | –                            | –                            | –                            | –                            | –                            | 51                           | | I Am... Sasha Fierce                              |
| 2010 | „Run the World (Girls)”                                 | –                            | 29                           | 30                           | 10                           | –                            | 16                           | 12                           | –                            | 9                            | 22                           | 11                           | - AUS: 2× platyna - CAN: platyna - NZ: złoto - UK: srebro - US: złoto                                        | 4                                                 |
| 2010 | „Best Thing I Never Had”                                | –                            | 16                           | 4                            | 17                           | 39                           | 27                           | 61                           | 29                           | 5                            | 35                           | 3                            | - AUS: platyna - CAN: złoto - NZ: złoto - UK: złoto - US: platyna                                            | 4                                                 |
| 2010 | „Party”                                                 | –                            | 50                           | 2                            | –                            | –                            | –                            | –                            | –                            | –                            | –                            | –                            | | 4                                                 |
| 2010 | „Love on Top”                                           | –                            | 20                           | 1                            | 20                           | –                            | 65                           | 83                           | –                            | 14                           | –                            | 13                           | - AUS: platyna - UK: srebro - US: złoto                                                                      | 4                                                 |
| 2010 | „Countdown”                                             | –                            | 71                           | 12                           | –                            | 65                           | 62                           | –                            | –                            | –                            | –                            | 35                           | - US: złoto                                                                                                  | 4                                                 |
| 2012 | „I Care”                                                | –                            | –                            | –                            | –                            | –                            | –                            | –                            | –                            | –                            | –                            | –                            | | 4                                                 |
| 2012 | „End of Time”                                           | –                            | –                            | –                            | –                            | –                            | –                            | –                            | –                            | –                            | –                            | 39                           | | 4                                                 |
| 2013 | „XO”                                                    | –                            | 45                           | 12                           | 16                           | –                            | 36                           | 99                           | 68                           | 10                           | –                            | 24                           | - AUS: złoto                                                                                                 | Beyoncé                                           |
| 2013 | „Drunk in Love” (featuring Jay-Z)                       | –                            | 2                            | 1                            | 22                           | –                            | 23                           | 10                           | 70                           | 7                            | 47                           | 9                            | | Beyoncé                                           |
| 2016 | „Formation”                                             |                              |                              |                              |                              |                              |                              |                              |                              |                              |                              |                              | - POL: złoto                                                                                                 | Lemonade                                          |
| 2016 | „Sorry”                                                 |                              |                              |                              |                              |                              |                              |                              |                              |                              |                              |                              | - POL: złoto                                                                                                 | Lemonade                                          |
| 2016 | „Hold Up”                                               |                              |                              |                              |                              |                              |                              |                              |                              |                              |                              |                              | - POL: złoto                                                                                                 | Lemonade                                          |
| 2017 | „Perfect Duet” (oraz Ed Sheeran)                        |                              |                              |                              |                              |                              |                              |                              |                              |                              |                              |                              | - POL: platyna                                                                                               | Singel niealbumowy                                |
| 2022 | „Break My Soul”                                         |                              |                              |                              |                              |                              |                              |                              |                              |                              |                              |                              | - POL: złoto                                                                                                 | Renaissance                                       |
| 2022 | „Cuff It”                                               |                              |                              |                              |                              |                              |                              |                              |                              |                              |                              |                              | - POL: platyna                                                                                               | Renaissance                                       |
| 2024 | „Texas Hold ’Em”                                        |                              |                              |                              |                              |                              |                              |                              |                              |                              |                              |                              | - POL: platyna                                                                                               | Cowboy Carter                                     |

### Z gościnnym udziałem
| Rok  | Tytuł                                                     | Najwyższe pozycje na listach | Najwyższe pozycje na listach | Najwyższe pozycje na listach | Najwyższe pozycje na listach | Najwyższe pozycje na listach | Najwyższe pozycje na listach | Najwyższe pozycje na listach | Najwyższe pozycje na listach | Najwyższe pozycje na listach | Najwyższe pozycje na listach | Najwyższe pozycje na listach | Certyfikaty                                                                               | Album                                |
| Rok  | Tytuł                                                     | POL                          | US                           | US R&B                       | AUS                          | AUT                          | CAN                          | FRA                          | GER                          | NZ                           | SWI                          | UK                           | Certyfikaty                                                                               | Album                                |
| ---- | --------------------------------------------------------- | ---------------------------- | ---------------------------- | ---------------------------- | ---------------------------- | ---------------------------- | ---------------------------- | ---------------------------- | ---------------------------- | ---------------------------- | ---------------------------- | ---------------------------- | ----------------------------------------------------------------------------------------- | ------------------------------------ |
| 2000 | „I Got That” (featuring Amil)                             | –                            | –                            | –                            | –                            | –                            | –                            | –                            | –                            | –                            | –                            | –                            |                                                                                           | All Money Is Legal                   |
| 2002 | „’03 Bonnie & Clyde” (featuring Jay-Z)                    | –                            | 4                            | 5                            | 2                            | 28                           | –                            | 25                           | 6                            | 4                            | 1                            | 2                            | - AUS: platyna - US: złoto                                                                | The Blueprint²: The Gift & The Curse |
| 2007 | „Hollywood” (featuring Jay-Z)                             | –                            | –                            | 58                           | –                            | –                            | –                            | –                            | –                            | –                            | –                            | –                            |                                                                                           | Kingdom Come                         |
| 2008 | „Love in This Club Part II” (featuring Usher & Lil Wayne) | –                            | 18                           | 7                            | –                            | –                            | 69                           | –                            | –                            | –                            | –                            | –                            |                                                                                           | Here I Stand                         |
| 2010 | „Put It in a Love Song” (featuring Alicia Keys)           | –                            | –                            | 60                           | 18                           | –                            | 71                           | –                            | –                            | 24                           | –                            | –                            | - AUS: złoto                                                                              | The Element of Freedom               |
| 2010 | „Telephone” (featuring Lady Gaga)                         | 2                            | 3                            | –                            | 3                            | 3                            | 3                            | 3                            | 3                            | 3                            | 4                            | 1                            | - AUS: 3× platyna - CAN: 3× platyna - GER: złoto - NZ: platyna - SWI: złoto - UK: platyna | The Fame Monster                     |
| 2011 | „Lift Off” (featuring Jay-Z & Kanye West)                 | –                            | –                            | –                            | –                            | –                            | –                            | –                            | –                            | –                            | –                            | 48                           |                                                                                           | Watch the Throne                     |
| 2014 | „Part II (On the Run)” (featuring Jay-Z)                  | –                            | 81                           | 29                           | –                            | –                            | –                            | 187                          | –                            | –                            | –                            | –                            |                                                                                           | Magna Carta... Holy Grail            |

### Single promocyjne
| Rok  | Tytuł                         | Najwyższe pozycje na listach | Najwyższe pozycje na listach | Najwyższe pozycje na listach | Najwyższe pozycje na listach | Najwyższe pozycje na listach | Najwyższe pozycje na listach | Najwyższe pozycje na listach | Najwyższe pozycje na listach | Najwyższe pozycje na listach | Najwyższe pozycje na listach | Najwyższe pozycje na listach | Album                          |
| Rok  | Tytuł                         | POL                          | US                           | US R&B                       | AUS                          | AUT                          | CAN                          | FRA                          | GER                          | NZ                           | SWI                          | UK                           | Album                          |
| ---- | ----------------------------- | ---------------------------- | ---------------------------- | ---------------------------- | ---------------------------- | ---------------------------- | ---------------------------- | ---------------------------- | ---------------------------- | ---------------------------- | ---------------------------- | ---------------------------- | ------------------------------ |
| 2006 | „One Night Only”              | –                            | –                            | –                            | –                            | –                            | –                            | –                            | –                            | –                            | –                            | 67                           | Dreamgirls (ścieżka dźwiękowa) |
| 2006 | „Upgrade U” (featuring Jay-Z) | –                            | 59                           | 11                           | –                            | –                            | –                            | –                            | –                            | –                            | –                            | –                            | B’Day                          |
| 2009 | „Si Yo Fuera un Chico”        | –                            | –                            | –                            | –                            | –                            | –                            | –                            | –                            | –                            | –                            | –                            | I Am... Sasha Fierce           |
| 2009 | „Sing a Song”                 | –                            | –                            | –                            | –                            | –                            | –                            | –                            | –                            | –                            | –                            | –                            | Wow! Wow! Wubbzy!: Sing-a-Song |
| 2010 | „Fever”                       | –                            | –                            | –                            | –                            | –                            | –                            | –                            | –                            | –                            | –                            | –                            | Heat                           |
| 2010 | „Wishing on a Star”           | –                            | –                            | –                            | –                            | –                            | –                            | –                            | –                            | –                            | –                            | –                            |                                |
| 2011 | „1+1”                         | –                            | 57                           | –                            | –                            | –                            | 82                           | –                            | –                            | –                            | –                            | 71                           | Heat                           |

### Single charity
| Rok  | Tytuł                                                       | Najwyższe pozycje na listach | Najwyższe pozycje na listach | Najwyższe pozycje na listach | Najwyższe pozycje na listach | Najwyższe pozycje na listach | Najwyższe pozycje na listach | Najwyższe pozycje na listach | Najwyższe pozycje na listach | Najwyższe pozycje na listach | Najwyższe pozycje na listach | Najwyższe pozycje na listach |
| Rok  | Tytuł                                                       | POL                          | US                           | US R&B                       | AUS                          | AUT                          | CAN                          | FRA                          | GER                          | NZ                           | SWI                          | UK                           |
| ---- | ----------------------------------------------------------- | ---------------------------- | ---------------------------- | ---------------------------- | ---------------------------- | ---------------------------- | ---------------------------- | ---------------------------- | ---------------------------- | ---------------------------- | ---------------------------- | ---------------------------- |
| 2003 | „What More Can I Give” (z różnymi wykonawcami)              | –                            | –                            | –                            | –                            | –                            | –                            | –                            | –                            | –                            | –                            | –                            |
| 2004 | „The Star Spangled Banner (Super Bowl XXXVIII Performance)” | –                            | –                            | –                            | –                            | –                            | –                            | –                            | –                            | –                            | –                            | –                            |
| 2008 | „Just Stand Up!” (z różnymi wykonawcami)                    | –                            | 11                           | 57                           | 39                           | 73                           | –                            | –                            | –                            | 19                           | –                            | 26                           |
| 2011 | „God Bless the USA”                                         | –                            | –                            | –                            | –                            | –                            | –                            | –                            | –                            | –                            | –                            | –                            |
| 2011 | „Irreplaceable (Live at Glastonbury)”                       | –                            | –                            | –                            | –                            | –                            | –                            | –                            | –                            | –                            | –                            | 33                           |

### Inne notowane utwory
| Rok  | Tytuł                                                           | Najwyższe pozycje na listach | Najwyższe pozycje na listach | Najwyższe pozycje na listach | Najwyższe pozycje na listach | Najwyższe pozycje na listach | Najwyższe pozycje na listach | Najwyższe pozycje na listach | Najwyższe pozycje na listach | Najwyższe pozycje na listach | Najwyższe pozycje na listach | Najwyższe pozycje na listach | Album                                       |
| Rok  | Tytuł                                                           | POL                          | US                           | US R&B                       | AUS                          | AUT                          | CAN                          | FRA                          | GER                          | NZ                           | SWI                          | UK                           | Album                                       |
| ---- | --------------------------------------------------------------- | ---------------------------- | ---------------------------- | ---------------------------- | ---------------------------- | ---------------------------- | ---------------------------- | ---------------------------- | ---------------------------- | ---------------------------- | ---------------------------- | ---------------------------- | ------------------------------------------- |
| 2003 | „Sexy Lil’ Thug”                                                | –                            | –                            | 67                           | –                            | –                            | –                            | –                            | –                            | –                            | –                            | –                            | Speak My Mind                               |
| 2004 | „Dangerously in Love 2”                                         | –                            | 57                           | 17                           | –                            | –                            | –                            | –                            | –                            | –                            | –                            | –                            | Speak My Mind                               |
| 2006 | „Kitty Kat”                                                     | –                            | –                            | 66                           | –                            | –                            | –                            | –                            | –                            | –                            | –                            | –                            | B’Day                                       |
| 2007 | „Irreemplazable”                                                | –                            | –                            | –                            | –                            | –                            | –                            | –                            | 78                           | –                            | –                            | –                            | Irreemplazable                              |
| 2011 | „I Was Here”                                                    | –                            | –                            | –                            | –                            | –                            | –                            | –                            | –                            | –                            | 74                           | –                            | 4                                           |
| 2012 | „Dance for You”                                                 | –                            | 78                           | 6                            | –                            | –                            | –                            | –                            | –                            | –                            | –                            | –                            | 4                                           |
| 2012 | „Love a Woman” (featuring Mary J. Blige)                        | –                            | –                            | 89                           | –                            | –                            | –                            | –                            | –                            | –                            | –                            | –                            | My Life II... The Journey Continues (Act 1) |
| 2013 | „Mine” (featuring Drake)                                        | –                            | 82                           | 25                           | –                            | –                            | 82                           | –                            | –                            | –                            | –                            | 65                           | Beyoncé                                     |
| 2013 | „Pretty Hurts”                                                  | –                            | –                            | 36                           | –                            | –                            | 78                           | 133                          | 83                           | –                            | 68                           | –                            | Beyoncé                                     |
| 2013 | „Partition”                                                     | –                            | 70                           | 19                           | –                            | –                            | 100                          | –                            | –                            | –                            | –                            | –                            | Beyoncé                                     |
| 2013 | „Flawless” (featuring Nicky Minaj lub Chimamanda Ngozi Adichie) | –                            | –                            | 32                           | –                            | –                            | 88                           | –                            | –                            | –                            | –                            | –                            | Beyoncé                                     |